# 北京-長春高速列車
北京-長春高速列車（ペキン-ちょうしゅん-こうそくれっしゃ）とは中華人民共和国北京市と吉林省長春市の高速列車をさす。

## 概説
北京-長春高速列車では、長春軌道客車製の中国高速鉄道CRH380B型電車及び中国高速鉄道CRH5型電車が使用されている。

## 列車詳細

### 列車番号・G399/400次
- 運用区間：北京南 - 天津 - 長春
- 運行距離：1103km
- 運行日：每日運行
- 中国高速鉄道CRH380B型電車を使用し、車掌も瀋陽鉄道局擔當。

### 列車番号・D19/20次
- 運用区間：北京 - 長春
- 運用距離：1103km
- 運行日：每日運行
- 中国高速鉄道CRH5型電車を使用し、車掌も瀋陽鉄道局擔當。

### 列車番号・D23/24次
- 運用区間：北京 - 長春
- 運用距離：1103km
- 運行日：每日運行
- 中国高速鉄道CRH5型電車を使用し、車掌も瀋陽鉄道局擔當。